# Шуай Пън
Шуай Пън (на китайски: 彭帅) е китайска тенисистка, родена на 8 януари 1986 г.
Най-високото ѝ класиране в ранглистата за жени на WTA e 14 място, постигнато на 22 август 2011 г. Тя е и бивша номер 1 на двойки. Има победи над следните тенисистки от топ 10: Анастасия Мискина, Елена Дементиева, Ким Клейстерс, Амели Моресмо, Франческа Скиавоне, Ли На, Йелена Янкович, Вера Звонарьова, Марион Бартоли, Агнешка Радванска. В кариерата си е спечелила 16 титли на двойки от WTA Тур, като две от тях са в турнири от Големия шлем (Ролан Гарос 2014 и Уимбълдън 2013) и една е от Шампионат на WTA Тур 2013. На US Open 2014 Пън стига за първи път полуфинал на сингъл в турнир от Големия шлем.